# Stadtwerke

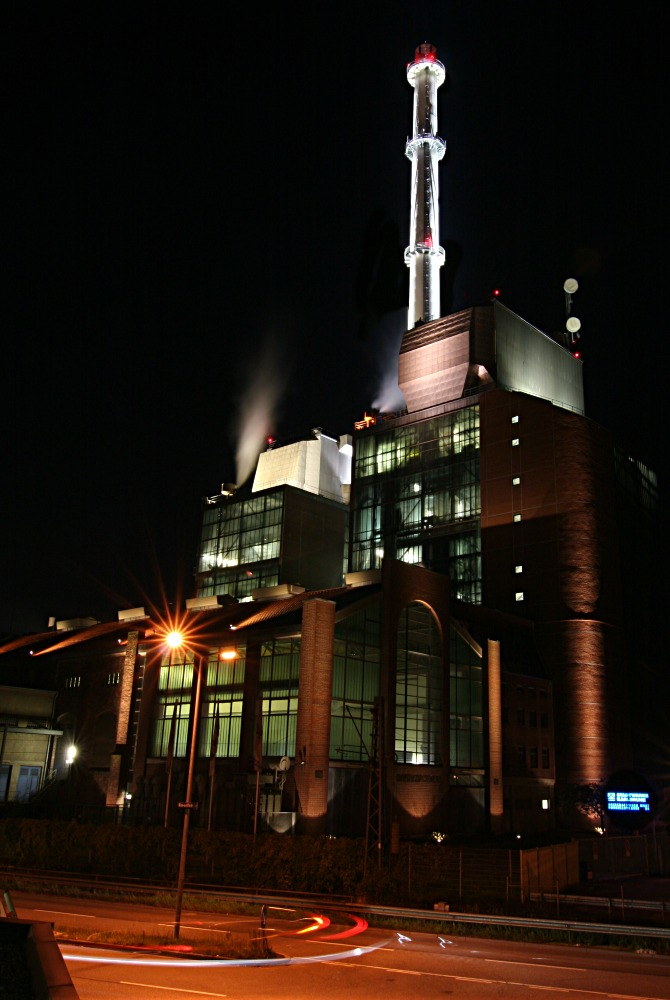
De Stadtwerke van Karlsruhe.

De Stadtwerke zijn in Duitsland en Oostenrijk een nutsbedrijf dat binnen de gemeente verantwoordelijk kan zijn voor voorzieningen als:
- Elektriciteit
- Aardgas
- Drinkwater
- Stadsverwarming
- Kabeltelevisie
- Openbaar stadsvervoer
- Afvalverwijdering
- Zwembadbeheer

In Duitsland zijn de meeste Stadtwerke verzelfstandigd (omgezet in GmbH's of AG's). Sommige Stadtwerke zijn gedeeltelijk geprivatiseerd. Ook worden sommige Stadtwerke omgezet in holdings. Dat houdt in dat de taken worden ondergebracht in aparte dochterondernemingen.